# Euricania hyalinocosta
Euricania hyalinocosta är en insektsart som beskrevs av Melichar 1898. Euricania hyalinocosta ingår i släktet Euricania och familjen Ricaniidae. Inga underarter finns listade i Catalogue of Life.